# Волоський цвинтар (Болехів)
Волоський цвинтар — міський цвинтар у Болехові Івано-Франківської області.

## Назва цвинтаря
Болехів утворився з двох сіл — Болехова Волоського й Болехова Руського. Цвинтар розташований на території колишнього Болехова Волоського, тому назву отримав — Волоський цвинтар.

## Відомі поховання
На Волоському цвинтарі є могили відомих людей. Більшість з них є пам'ятками історії та мистецтва.

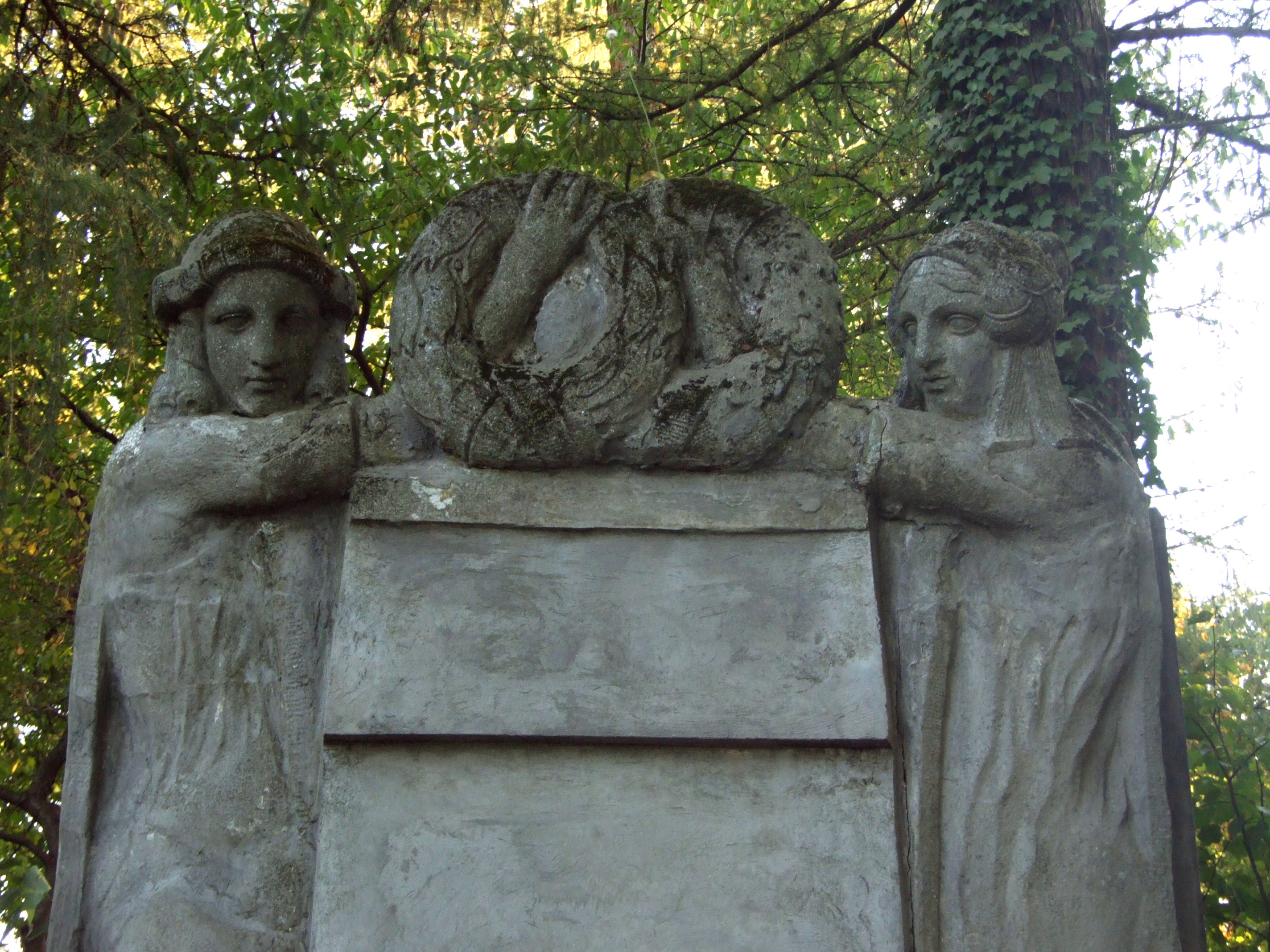

- Комплекс могил вояків УПА, які загинули в роки національно-визвольної боротьби[1];
- Ділянка могил вояків австрійської і пруської армій, які загинули в роки І Світової війни та пам'ятник полеглим. У 1916 році за проектом скульптора Бенедикта Христіяна Шляйса на місці поховання вояків було споруджено пам'ятник у вигляді стели з горельєфним зображенням двох жіночих постатей, що в піднятих руках тримають по вінку. По обидва боки пам'ятника були встановлені бетонні пілони, з'єднані між собою ланцюгами. У 1991 році з ініціативи місцевого товариства «Союзу українок» пам'ятник відреставровано львівським художником Є. Пінаком. Поховання (близько 50 могил) впорядковані.[2];
- Кобринська Наталія Іванівна (з дому Озаркевич, 8 червня 1855, с. Белелуя — 22 січня 1920, м. Болехів) — українська письменниця, організаторка жіночого руху;
- Петрушевич Михайло (10 жовтня 1869, с. Космач — пом. 8 вересня 1895, Болехів) — український письменник, священик УГКЦ, громадський діяч.
- Озаркевич Іван Іванович (5 грудня 1826, Глибоке — 9 лютого 1903, Болехів) — український греко-католицький священик, громадський і політичний діяч Галичини у ХІХ ст.;
- Скворій Роман Теодорович (1927—1996) — етнограф, науковець, засновник Музею історії міста Болехова;
- Атаназій Галандюк (1881—1947) — священика УГКЦ, крилошанин, поет, збирача рідкісних видань, члена товариства «Просвіта» (1900—1939)[1];
- Петро Зволинський (15.09.1882–15.11.1954) — адвокат;
- Назар Йосафат (1878—1917) — директора школи в Болехові;
- Яків Назарович (1836—1923) — музикознавець, громадсько-культурний діяч;
- Омелян Савицький (1845—1921) — педагог та громадсько-політичний діяч;
- Володимир Сайко (1876—1951) — директор школи в Болехові, ініціатора спорудження будинку школи в с. Ракові,
- Роман Стельмахів (1883—1933) — інженер, сотник УГА;
- Іван Чміль (1886—1959) — майстер різьби на дереві;
- Кость Ікалович (1861—1921) — лікар, громадський діяч;
- Марія Парахоняк «Орися» (1923—1944) — районна провідниця жіночої сітки ОУН[3];
- Пецоляк Михайло «Козак», батько Іван (1930 с. Поляниця — червень 1950) — стрілець ОУН-УПА, похований в спільній могилі[3];
- Пецоляк Юрко, батько Іван (1933 с. Поляниця — 14.10.1949, Болехів) — стрілець ОУН-УПА, похований в спільній могилі[3];
- Павлів Василь «Гриць», батько Іван (нар. с. Тисів) — стрілець ОУН-УПА, похований в спільній могилі[3];
- Парахоняк Йосип «Калина», батько Михайло (1927, Болехів —); 1927 — стрілець ОУН-УПА, похований в спільній могилі[3];

## Світлини

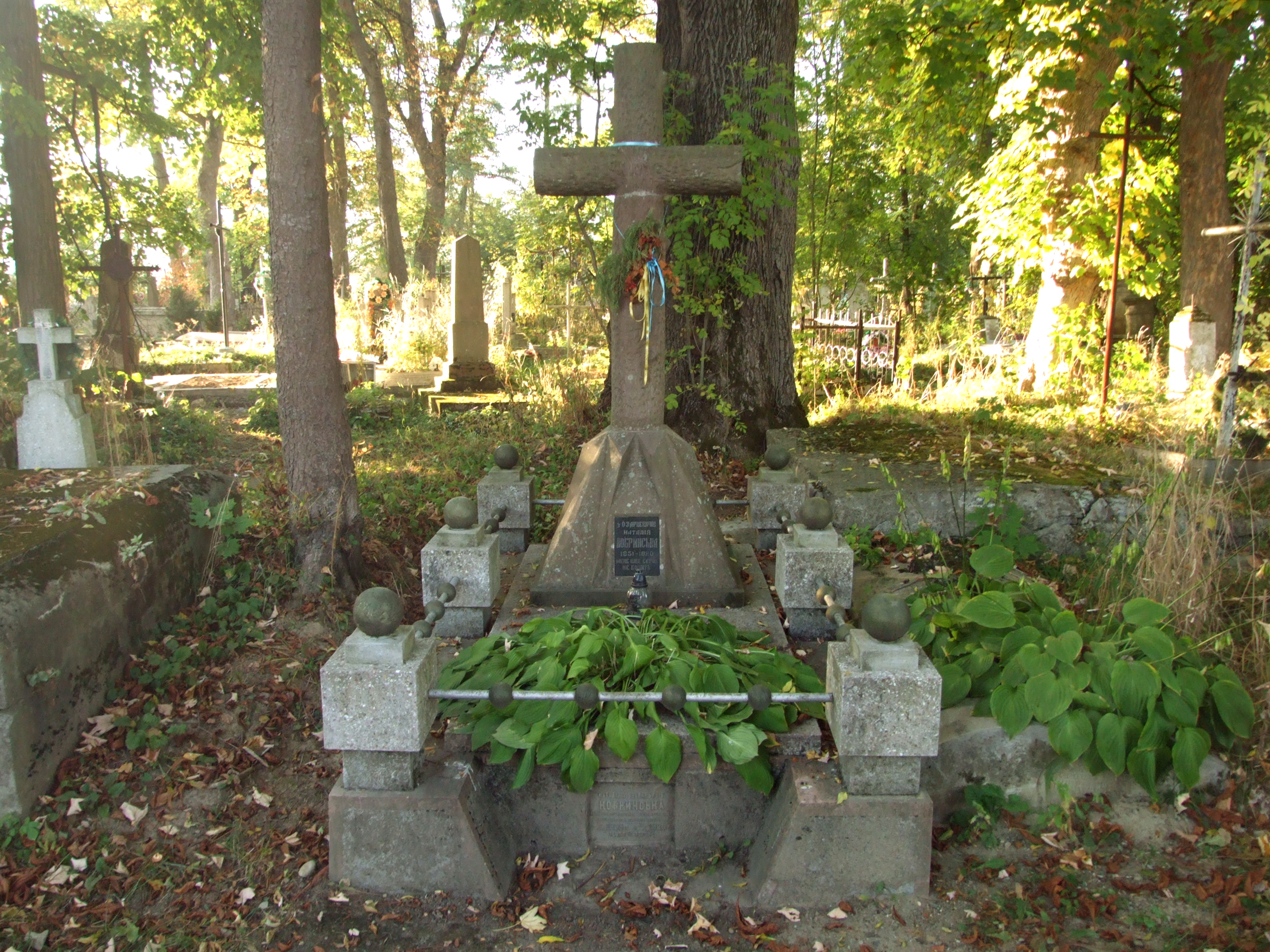
Могила Н. Кобринської, 1920 р.
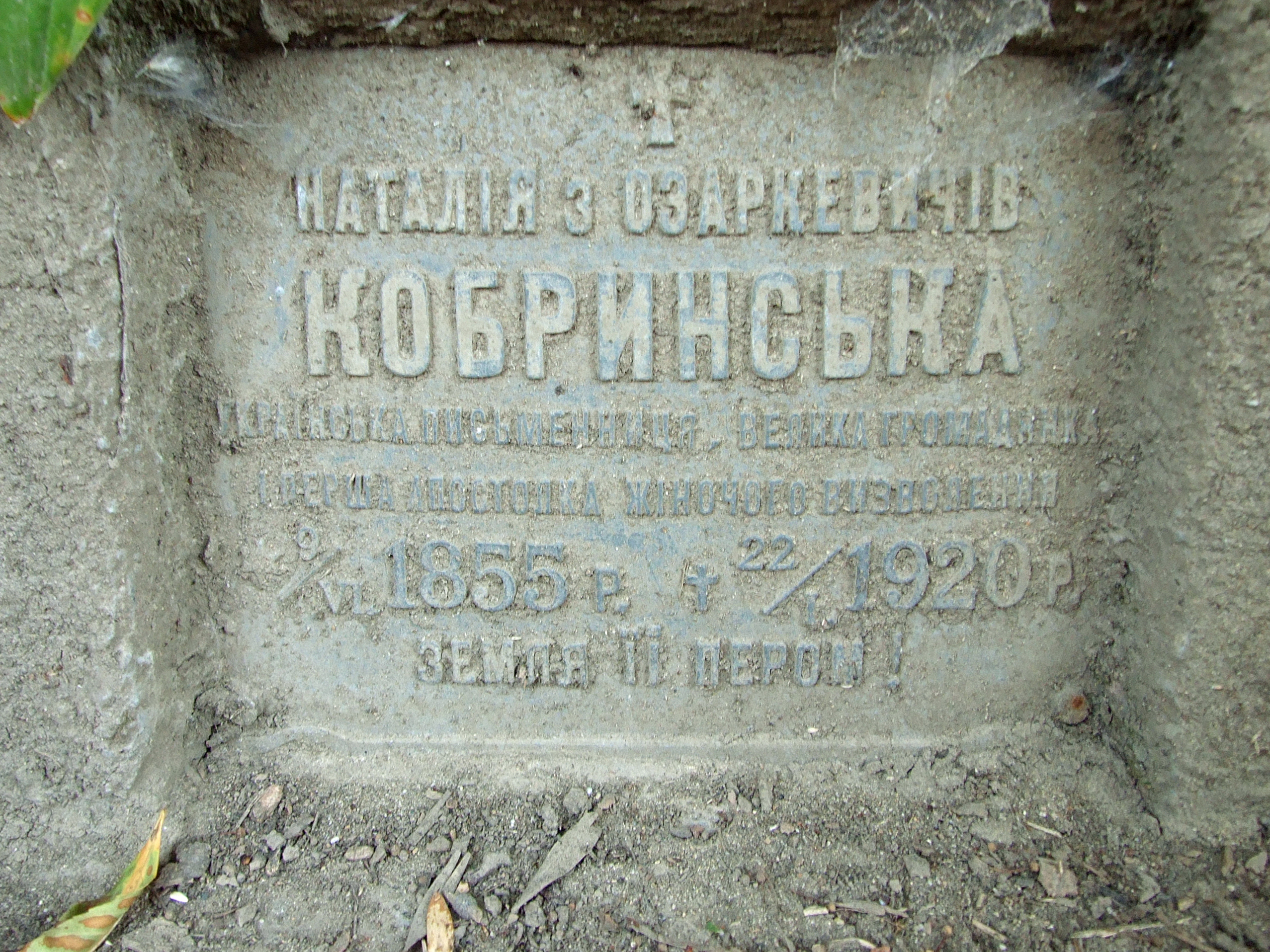
Напис на могилі Н. Кобринської, 1920 р.
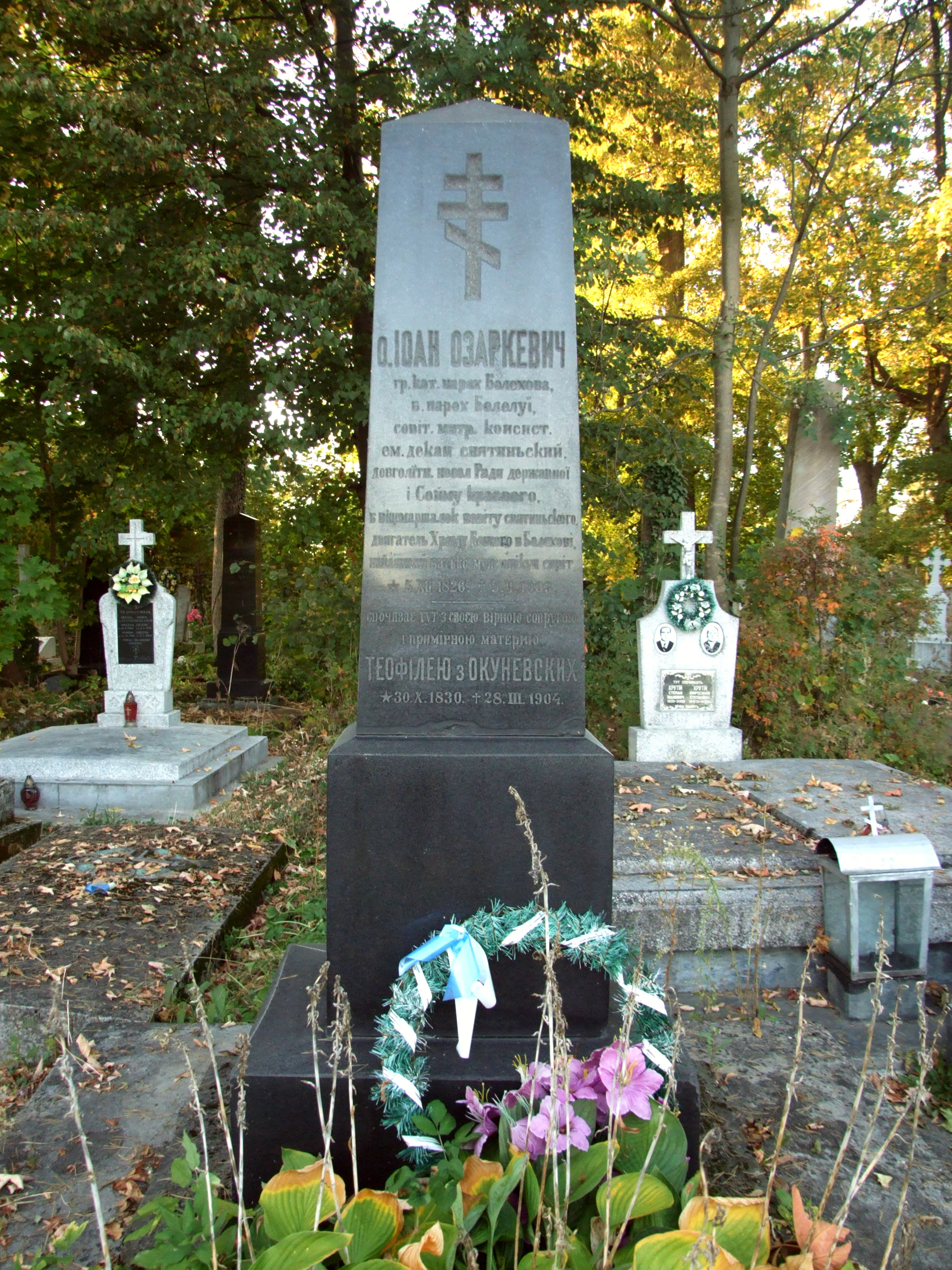
Могила І. Озаркевича, 1903 р.
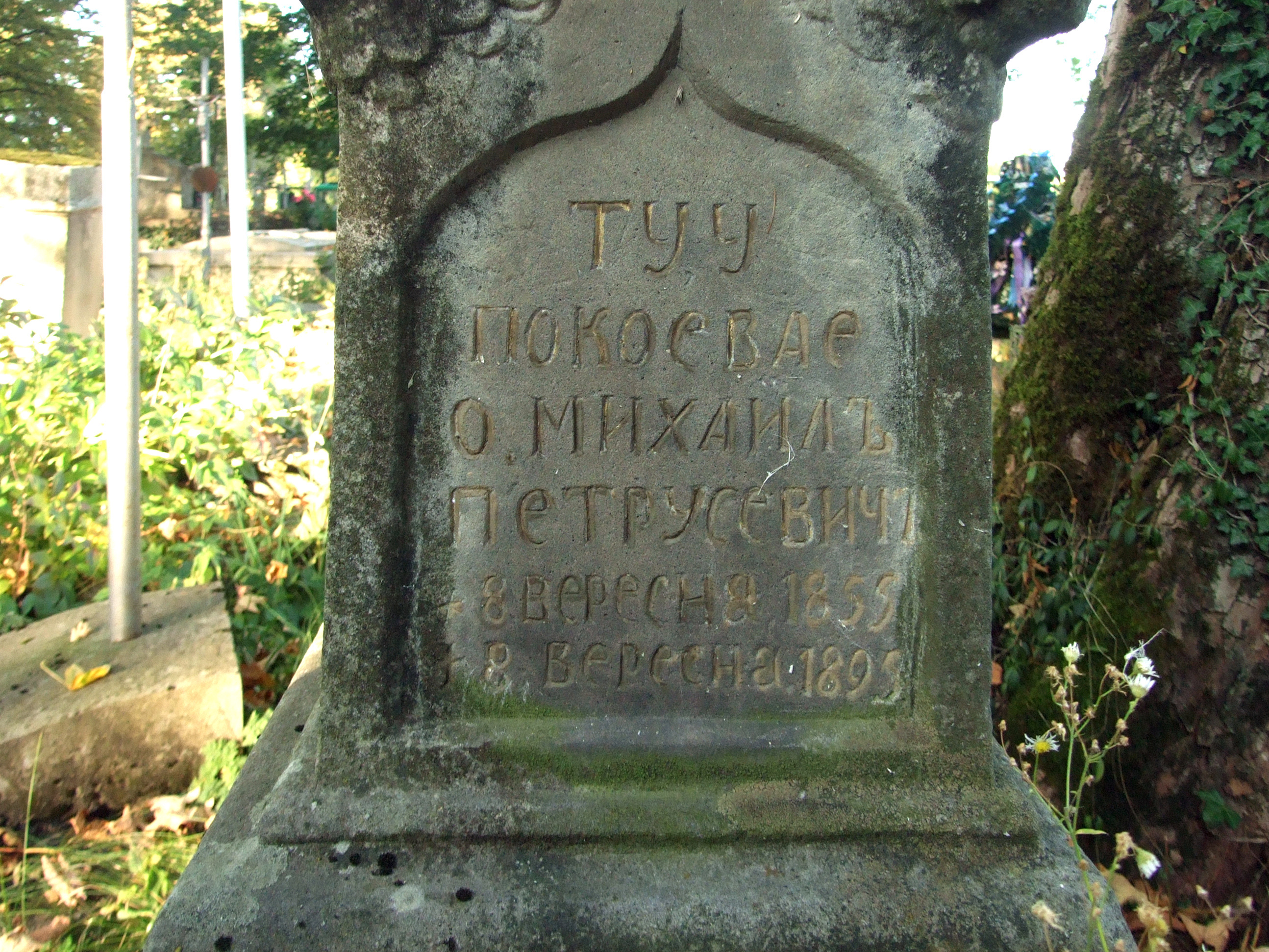
Напис на могилі М. Петрушевича, 1895 р.
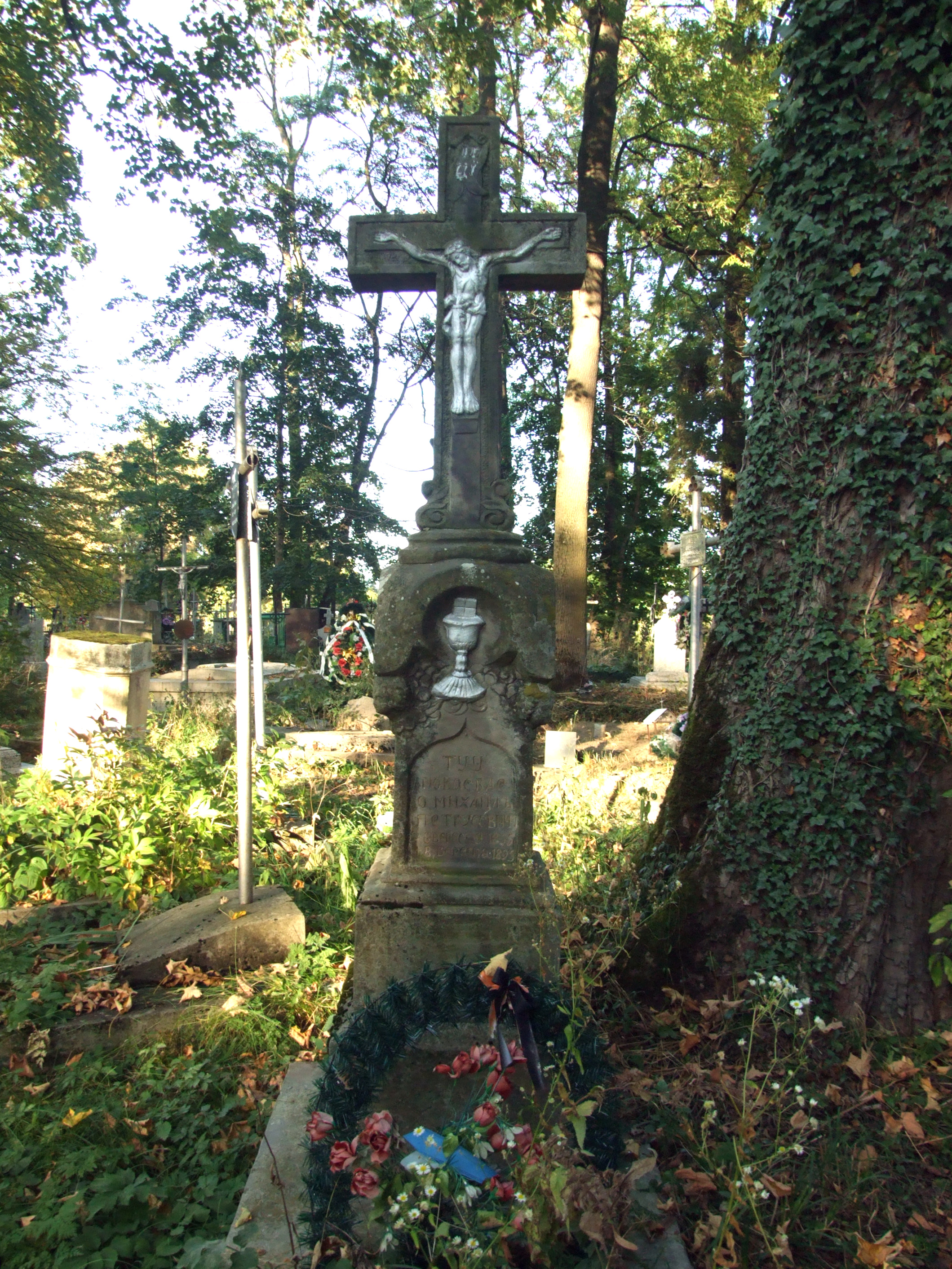
Могила М. Петрушевича, 1895 р.